# ヤマハ・OX66

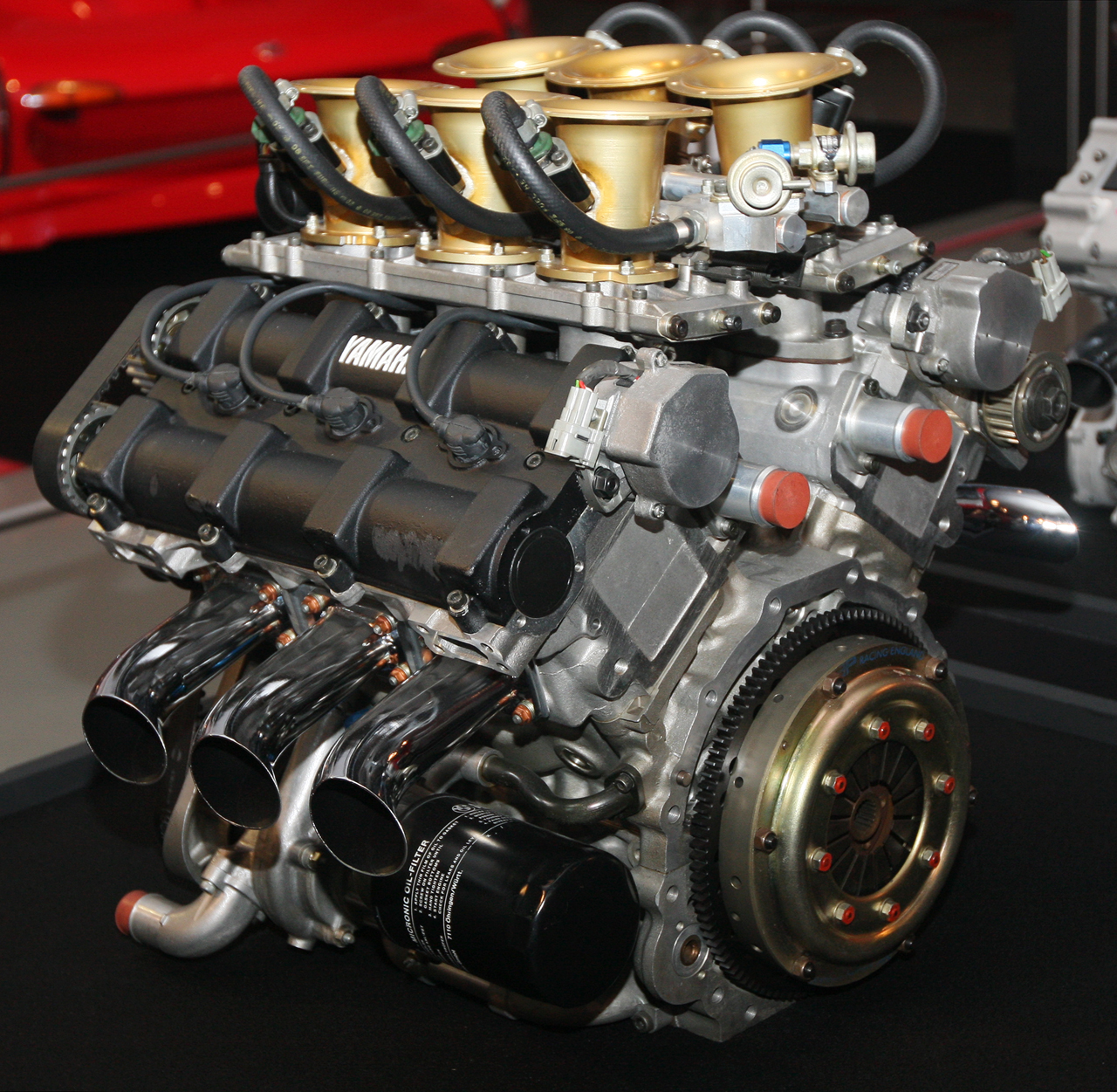
ヤマハOX66のリア側

ヤマハ・OX66は、1984年12月にヤマハ発動機が公表した、フォーミュラ2（F2）用のバンク角75度V型6気筒5バルブのレシプロエンジン。

## 開発コンセプト
ヤマハ発動機がハイ・パフォーマンスにつながるエンジン開発として、1980年ごろから開発を開始した。設計コンセプトとしては、
1. 高性能
2. イージー・メンテナンス
3. 軽量コンパクト
4. 広いパワーバンド

などである。
上記の設計コンセプトを実現させるために、高速高性能エンジンとしてF2であれば、国内開発で実戦対応が可能ということで、プロジェクトとして実施された。
開発当時F2では、BMW（直列4気筒）とホンダ（V型6気筒）の両社がエンジンを提供していたが、限定供給ながらホンダがV6エンジン（RA264E）で高出力で好成績を収めていたので、ホンダに対して優位性を持つように開発が進んだ。
レース参戦は、ケン・マツウラ・レーシングサービスとパートナーシップを結んで実施した。国際自動車連盟（FIA）は、1985年からF1直下のカテゴリーをフォーミュラ3000（F3000）に変更したが、日本自動車連盟（JAF）はF2を4年間継続すると発表したので、ヤマハはOX66の開発を公表して、市場供給するように決断した。

## 性能・主要諸元
- V型6気筒エンジン、DOHC5バルブ、自然吸気1995㏄
- バンク角：75度
- 内径X行程：85.07X58.5㎜
- 最大出力：330ps/11000rpm
- 最大トルク：23.0㎏m/9000rpm
- 重量：105㎏
- 燃料噴射装置：電子制御燃料噴射

## エンジンの概要

### シリンダーブロック
レーシング・エンジンのV6エンジンでは、不等間隔爆発におけるトルク変動よりもコンパクトさが優先される。
ヤマハは、ホンダよりもコンパクト化を重視して、バンク角度を夾角バンク角（75度）に設定した。コンパクト化と同時に軽量化を図るために、シリンダーブロックをアルミ鋳造とし、カム駆動をベルト化して徹底した軽量化を行っている。
アルミブロックに鋳鉄製ウエットライナーを挿入して、ブロックの変形がシリンダー内面に直接伝わらないようにしている。またウエットライナーにすることで、シリンダーが摩耗した場合にウエットライナーの交換のみですみ、イージーメンテナンスという目標を達成している。

### ベルト駆動
カムの駆動も、ベルトドライブを採用して、軽量化とコンパクト化とイージーメンテナンスを実現させている。
エンジンは、シリンダーブロックとヘッドの間にガスケットを挟んで、ヘッドを規定トルクで締め付けているが、ガスケットの厚さが締め付け後一定の厚さにはならない。そのため　ギアドライブでは、ヘッドをブロックに締め付け後、用意した何組かのバックラッシュの異なるギアを選んで取り付ける必要がある。バックラッシュが大きすぎるとギアトレーンに振動が発生し、ギアを破損してしまう恐れが発生する。
ベルトドライブにするとこのような調整が不要で、単にテンショナーで適切な張りをベルトに与えるだけで対応が可能となる。
通常のベルトドライブでは、クランクシャフトとカムシャフトをダイレクトに結び、かつベルトドライブの中で1/2に減速して駆動させているが、OX66では、一度ギアで1/2に減速後、1対1の速比で左右バンク別々のベルトで駆動している。これは、カム側プーリーをコンパクトにするためである。プーリー径は、ベルトの屈曲疲労とかみ合い山数の関係で、小径側プーリーで決定される。
通常のダイレクト駆動では、カム側プーリー径は、クランクシャフト側プーリー径の倍となり、必然的に大きなプーリーとなる。そこで　OX66は、減速はギアで事前に行い、カム側プーリーの小径化を行い、エンジン全幅を狭くしている。
OX66は、片バンクに2個のアイドルプーリーと1個のテンションプーリーを用いて、左右バンクのウォーターポンプと左バンクのオイルポンプ等もベルトで駆動している。
アイドルプーリー（アイドラー）を用いるのは、プーリーのかみ合い山数を増して山部の剪断応力を小さくする手法であるが、その反面、芯体の屈曲疲労を進めるデメリットもある。
主要な補器は、すべてエンジン前端で、ベルトドライブによる駆動系でシンプルに纏められ、エンジン全長の短縮に貢献している。

### エンジン制御
OX66の発表時と1985年シーズンは、燃料供給装置とイグニッションも電子制御を採用している。
燃料供給装置は、日本電装製の電子制御燃料噴射（EFI）が採用されている。基本形式は、スピードデンシティ方式でスロットルバルブ開度による補正で空気温度センサーやエンジン回転数センサーによる補正が組み込まれている。インジェクターは当初吸気管の真上に設置してデリバリーパイプに直付けであったが、吸気管の側面に取り付け、Vバンク管をデリバリーパイプからゴムホースで接続する方式に変更になった。
燃料噴射に合わせて、イグニッションも電子制御を採用した。吸気側カムシャフトの後端にパルス発生器を設置して、イグナイターに点火タイミングを知らせる。イグナイターは、各バンクに1個ずつ、コイルはバンク内に6個設置して、配電している。
1986年の量産仕様では、燃料噴射はボッシュの機械式に変更になった。調整がボッシュの機械式燃料噴射のほうが楽なことで採用になった。機械式燃料噴射では、ボッシュはルーカス（後のTRW→ZF）よりも制御要素がひとつ多く、噴射量制御が割合正確にできるためである。エンジン回転数によって体積効率は異なるが、それに合わせてボッシュは制御が可能であるがルーカスはできない。
燃料噴射のポンプは、Vバンク内に設置されたので、今まで設置していた6個のコイルが納まらなくなった。そのため　コイルを片バンク1個に削減してディストリビューターで配電する方式に変更した。なお　燃料噴射ポンプは、左バンクの吸気側カムシャフトによりベルトで駆動され、Vバンク後方のそれまでシャフトが延長されている。

### 5バルブ
1気筒当たり3個の吸気バルブと2個の排気バルブによる5バルブを採用している。ヤマハは、すでに大型バイクで5バルブを使用しているので、その技術をOX66用に流用した。
ホンダは、4バルブでバルブ面積を稼ぐためにφ90X52.3㎜と超ショートストローク（ビッグボア）を採用したため　燃焼室が扁平となり、極低負荷域で燃焼が安定しなかった。
OX66は、5バルブを採用で充分なバルブ面積が確保できるので、φ85.07X58.5㎜として、高回転域での出力を確保するため、ショートストローク構成としたが、燃焼室の扁平化を避け、高回転域と低回転域の両側で燃焼が安定するようにして、高出力でかつ非常にパワーバンドの広いエンジンとしている。
吸気バルブは、排気バルブよりも大径であるので重量も重い。そこで吸気バルブの数を増すことで、吸気バルブ全体の慣性質量を下げてバルブ駆動出力の減少を図っている。
3本の吸気バルブは、一直線上に並ばず、中央のバルブが端に寄せられている。しかし　バルブステムの延長線は、3本ともカムシャフトの中心線を通り、バルブはすべてダイレクトにカムシャフトによって開閉される。

## レース参戦
ヤマハは、発表当時全日本F2選手権のみに参戦予定であったが、富士グランチャンピオンレース（富士GC）にも合わせて参戦するように方針転換をした。GC参戦に関しては、市販化が前提になるので、1986年からの市販化が必要になった。
GCでは、規則でマフラーの設置が義務付けられるので、その開発が必要となった。マフラーに関しては、F2でも1985年から必要になった。マフラーは、各バンクごとに排気管の出口に設置するようにした。
実際のレース参戦は、1985年はエンジン開発のため限定供給で1986年から希望者に対して、レンタルする形での供給を行った。

### 1985年
1985年は、ジェフ・リース（F2/GC全戦）と松本恵二（F2第3戦から）の限定供給を実施した。
F2では、マーチ・85Jでリースが最高3位で選手権6位、松本が最高2位
GCでは、MCS-Ⅵ/マーチ・842でリースが最高5位で選手権7位の成績を収め、ホンダと同等のパフォーマンスを持つと判定されたので、1986年の市販化が実施された。

### 1986年
1986年シリーズでは、OX66の供給をヤマハからチームにリースして、指定のチューナーでのメンテナンスを実施する体制で実施した。GCで9名/F2で11名が使用した。
ユーザーの増加に対しては、マツウラRSのみでは、メンテナンスができないので、東名エンジンと尾川自動車もメンテナンスを担当するようになった。
GC第2戦でジェフ・リース　GC第3戦で松本恵二が優勝して、最終的にはリースがチャンピオンとなった。
F2では、合計4戦で優勝を獲得としたが、チャンピオンは獲得できなかった。
しかしながら、OX66のオーバーホール費用が従来のBMWの2～3倍になることがわかり、チームからヤマハに対して価格ダウンの交渉がされたが、ヤマハはこの要望を拒否した。そのためチーム側は、来年度からF2をF3000に変更する要望が大きくなり、JAF/チーム/競技開催者の3者懇談が実施された。JAFは、F2を4年間（1988年まで）継続することを主張したが、チーム側と競技開催者側は、参戦コストが低下できるF3000への移行を強く要望した。その結果、1987年はF2からF3000（全日本F3000選手権）へ移行することになり、JAFの主管する全日本選手権からF3000は1987年は除外されることで決着がついた。

### 1987年
1987年は、鈴木亜久里と飯田薫がヤマハでGCに参戦した。GCもF2とエンジンを共用しているので、F2からF3000への移行に関しても事態を見守り、車両規定でバランスをとる方向で、F2とF3000エンジンのバランス（最低車重の差）をとる方向を模索していた。
最終的には、OX66搭載車は、昨年より車重が最低車重560㎏と10㎏重くなったが、F3000エンジン搭載車は、車重が610㎏で9000rpmのレブリミッタを搭載する。音量規制は、全車対象で強化された。（115dbから110dbへ）
鈴木は、軽い車重でF3000エンジン搭載車と互角に戦えるという判断であったが、F3000エンジン搭載車のパワーは大きく、優勝はできなかったが、成績としては最高順位は予選4位/決勝3位でシリーズ3位の好成績を収めた。